# Eupempelus olivaceus
Eupempelus olivaceus là một loài bọ cánh cứng trong họ Cerambycidae.